# Chimène
Chimène ou Le Cid (título original en francés; en español, Jimena o El Cid) es una tragédie lyrique en tres actos con música de Antonio Sacchini y libreto en francés de Nicolas-François Guillard puesta en escena en Fontainebleau el 16 de noviembre de 1783. El tema de la ópera está inspirado en la tragicomedia, Le Cid, de Pierre Corneille, e indirectamente en el poema épico español del Cantar de mio Cid (siglo XII) y en los dramas de Guillén de Castro y Bellvís, Las mocedades del Cid. Comedia primera y Comedia segunda (1605-1615).
Sacchini ya había tratado el tema del Cid Campeador dos veces. La primera ocasión en Roma, en la estación de Carnaval de 1769, cuando, bajo el título de Il Cidde, había musicado un libreto de Giovacchino Pizzi ya usado antes por Piccinni. Una vez en Londres, Sacchini había retomado el tema para su exordio inglés (Il Cid, 1773), utilizando una reelaboración del libreto de Pizzi efectuada por Giovanni Gualberto Bottarelli, poeta oficial del King's Theatre, la cual incluía nuevas escenas espectaculares, en particular "una marcha triunfal, coros y ballets, que pretendían mantener el interés de un público que conocía poco el italiano".

## Personajes
| Personaje | Tesitura        | Reparto del estreno, 16 de noviembre de 1783 en presencia de Luis XVI y María Antonieta coreografía: Pierre Gabriel Gardel |
| --- | --------------- | --- |
| El rey de Castilla) | taille/barítono | François Lays (o Laïs o Lay)                                                                                               |
| Chimène (Jimena, amante de Rodrigo que ha matado a su padre en duelo)                                                      | soprano         | Antoinette-Cécile Saint-Huberty                                                                                            |
| Rodrigue (Rodrigo, El Cid Campeador, caballero castellano, amante de Chimème)                                              | haute-contre    | Étienne Lainez (o Lainé)                                                                                                   |
| Don Diegue (Don Diego, padre de Rodrigo)                                                                                   | bajo            | Augustin-Athanase Chéron                                                                                                   |
| Don Sanche (Don Sancio, noble amante y campeón de Chimène)                                                                 | tenor           | Jean-Joseph Rousseau |
| Un heraldo de armas | bajo            | Jean-Pierre Moreau |
| Una corifea | soprano         | Anne-Marie-Jeanne Gavaudan aînée                                                                                           |
| Elvire (Elvira, confidente de Chimène)                                                                                     | soprano         | M.lle Joinville |
| Una mujer del séquito de Chimène                                                                                           | soprano         | Adelaïde Gavaudan cadette                                                                                                  |
| Un caballero | tenor           | Dufrenaye (o Dufresnay) |
| Un oficial castellano | tenor           | Martin |
| Un corifeo | barítono        | Louis-Claude-Armand Chardin ("Chardiny")                                                                                   |
| coro |                 | |
| Ballet - bailarinas: Marie-Madeleine Guimard, Peslin, Deligny, Pérignon; bailarines: Pierre Gabriel Gardel, Nivelon, Favre |                 | |